# Reguengos de Monsaraz
Reguengos de Monsaraz est une ville portugaise située dans le district d'Évora, en Alentejo.